# Anginon
Anginon – rodzaj roślin należący do rodziny selerowatych Apiaceae. Obejmuje 12–13 gatunków. Występują one w Południowej Afryce i Namibii.

## Morfologia
PokrójRośliny trwałe o pędach drewniejących.
LiściePierzasto złożone, o odcinkach klinowatych lub szydlastych, rozgałęzienia osi liścia stawowato połączone.
KwiatyŻółtawe, jedno- i obupłciowe, zebrane w baldaszki, te z kolei w baldach złożony. Szypuły i szypułki kwiatostanu wsparte licznymi, drobnymi pokrywami i pokrywkami. Działki kielicha w liczbie 5, drobne. Płatki korony jajowate, całobrzegie, na końcach zaostrzone i zawinięte.
OwoceRozłupnie rozpadające się na dwie kulistawe, spłaszczone rozłupki, zwieńczone stożkowatym stylopodium i krótkimi szyjkami słupka. Na powierzchni pomarszczone, z nitkowatymi żebrami.

## Systematyka
Pozycja systematyczna
Rodzaj w obrębie rodziny selerowatych (baldaszkowatych) Apiaceae klasyfikowany jest do podrodziny Apioideae, plemienia Heteromorpheae.
Wykaz gatunków (nazwy zaakceptowane według The Plant List)
- Anginon difforme (L.) B.L.Burtt
- Anginon fruticosum I.Allison & B.-E.van Wyk
- Anginon intermedium I.Allison & B.-E.van Wyk
- Anginon jaarsveldii B.L.Burtt
- Anginon paniculatum (Thunb.) B.L.Burtt
- Anginon pumilum I.Allison & B.-E.van Wyk
- Anginon rugosum (Thunb.) Raf.
- Anginon streyi (Merxm.) I.Allison & B.-E.van Wyk
- Anginon swellendamense (Eckl. & Zeyh.) B.L.Burtt
- Anginon tenuius I.Allison & B.-E.van Wyk
- Anginon ternatum I.Allison & B.-E.van Wyk
- Anginon uitenhagense (Eckl. & Zeyh.) B.L.Burtt
- Anginon verticillatum (Sond.) B.L.Burtt